# Herman Hendrik Vitringa
Pour les articles homonymes, voir Vitringa.
Herman Hendrik Vitringa, né en septembre 1757 à Arnhem et mort le 19 mai 1801 à La Haye, est un homme politique néerlandais.

## Biographie
Fils d'un pasteur, Vitringa étudie le droit à l'université de Groningue, dont il sort diplômé en 1776. Pendant la Révolution batave, il est le meneur des patriotes de la ville d'Elburg. En août 1786, Elburg et le village voisin de Hattem refusent que le stathouder Guillaume V et l'administration provinciale orangiste de la Gueldre puissent nommer les conseillers et magistrats locaux. Cette rébellion est sévèrement réprimée par Guillaume V les 4 et 5 septembre malgré les efforts de Vitringa et Herman Willem Daendels. Vitringa est banni de Gueldre pour six ans et se réfugie en France, avec de nombreux patriotes bataves, avant de s'établir à Kampen, en Overijssel.
Il retourne en Gueldre en février 1795, peu de temps après que la Révolution batave a chassé Guillaume V du pouvoir. Membre de l'assemblée provisoire de la Veluwe, il est choisi comme représentant de la Gueldre aux États généraux le 30 mars 1795. Le 1er mars 1796, les États généraux sont remplacés par la première Assemblée nationale de la République batave. Vitringa y est élu par les électeurs de Lochem et devient l'un des principaux orateurs fédéralistes. Le 15 mars, il est nommé pour faire partie de la commission chargée de rédiger une nouvelle constitution. Le projet de cette commission est rejeté par référendum le 8 août 1797 et une nouvelle assemblée constituant est convoquée. Réélu, Vitringa est à nouveau désigné pour intégrer la commission. Le 22 janvier 1798, un coup d'État unitariste conduit par Pieter Vreede chasse les fédéralistes de l'assemblée. Vitringa et plusieurs députés importants sont emprisonnés à la Huis ten Bosch, à La Haye.
Après sa libération intervenue le 15 juillet, Vitringa est nommé conseiller à la cour de justice du Vieil IJssel à Zutphen. Élu député au Corps législatif batave le 30 juillet 1799, il meurt le 19 mai 1801.